# Hans Hansson (skidåkare)
Hans "Hasse" Hansson, född 30 maj 1919, död 14 november 2003, Mörviken i Åre, var en av de första framgångsrika svenskarna inom alpin skidsport. Han vann sex svenska mästerskapstitlar under perioden 1939–1951, och tävlade för Åre Slalomklubb.
Idrottandet utförde han på sin fritid medan han yrkesmässigt drev en rörfirma. Efter sin karriär som alpin idrottare engagerade han sig inom turistnäringen och bland annat startade en camping i Åre by. Dessutom stod han för bygget av den första stolliften i Åre 1953, enstolsliften Stjärnliften, som hölls i bruk tills den 1976 ersattes av nuvarande tvåstolsliften WorldCupliften.